# جون آبراستوری
جون آبراستوری (انگلیسی: Jon Aberasturi؛ زادهٔ ۲۸ مارس ۱۹۸۹) دوچرخه‌سوار اهل اسپانیا است.
از باشگاه‌هایی که در آن بازی کرده‌است می‌توان به ایوسکالتل-ایوسکادی اشاره کرد.